# Cia. de Dança Palácio das Artes
A Cia. de Dança Palácio das Artes é uma companhia de dança contemporânea existente na cidade de Belo Horizonte e um dos corpos artísticos mantidos pela Fundação Clóvis Salgado. Sediada no Palácio das Artes, apresenta-se muitas vezes com a Orquestra Sinfônica de Minas Gerais e com o Coral Lírico de Minas Gerais.

## História
Fundada em 1971 pelo ex-bailarino do Theatro Municipal do Rio de Janeiro, mestre de balé e coreógrafo Carlos Leite, a companhia foi criada através da união dos integrantes do Ballet de Minas Gerais e da Escola de Dança, ambos dirigidos pelo coreógrafo. Desde a sua criação, o grupo já apresentou em palcos de destaque, nacionais e internacionais, nas capitais e em países como Cuba, França, Palestina, Jordânia, Líbano, e Portugal.
O grupo dedicou-se exclusivamente à montagem de grandes peças de repertório de balé clássico e às operas produzidas pela Fundação Clóvis Salgado, até que em 1999 transformou-se em um grupo contemporâneo.
Atualmente sob direção de Cristiano Reis, a companhia desenvolve repertório de dança contemporânea e atua nas produções operísticas do Palácio das Artes e em espetáculos cênico-musicais, trabalhando também em parceria com artistas convidados. É reconhecida como uma das mais importantes companhias do Brasil e uma das referências na história da dança em Minas Gerais.